# Lobster Telephone
Lobster Telephone è un singolo di Peggy Gou, pubblicato il 20 maggio 2024 come estratto dall'album in studio di Peggy Gou I Hear You.

## Video musicale
Il video musicale è stato pubblicato il 26 giugno 2024, diretto da Alice Kunisue.

## Tracce
1. Lobster Telephone (Edit) – 3:35